# 1991 aux échecs
Chronologie des échecs – Année 1991
| Années des échecs : 1988 - 1989 - 1990 - 1991 - 1992 - 1993 - 1994    |
| Décennies des échecs : 1960 - 1970 - 1980 - 1990 - 2000 - 2010 - 2020 |

## Événements majeurs
- Vladimir Kramnik remporte le Championnat du monde des moins de 18 ans
- Xie Jun devient championne du monde féminine d'échecs en battant Maia Tchibourdanidzé

## Tournois et opens
- John Nunn remporte le Tournoi de Wijk aan Zee

## Championnats nationaux
- Argentine : Jorge Rubinetti remporte le championnat[1],[2]. Chez les femmes, Liliana Burijovich s’impose.
- Autriche : Reinhard Lendwai remporte le championnat[3]. Chez les femmes, pas de championnat[4].
- Belgique : Richard Meulders remporte le championnat[5]. Chez les femmes, Anne-Marie Maeckelberg s’impose[6].
- Brésil: Everaldo Matsuura remporte le championnat[7]. Chez les femmes, c’est Joara Chaves qui s’impose.
- Canada : Lawrence Day remporte le championnat[8]. Chez les femmes, pas de championnat[9].
- Chine :  Lin Weiguo remporte le championnat[10]. Chez les femmes, Qin Kanying s’impose.
- Écosse : Colin McNab remporte le championnat [11].
- Espagne : Manuel Rivas Pastor remporte le championnat[12]. Chez les femmes, c’est Mª Luisa Cuevas qui s’impose[13].
- États-Unis : Gata Kamsky remporte le championnat[14]. Chez les femmes, Esther Epstein et Irina Levitina s’imposent[15].
- Finlande: Joose Norri remporte le championnat[16].
- France : Marc Santo-Roman remporte le championnat [17]. Chez les femmes, Flear s’impose[18].
- Guatemala : Carlos Armando Juárez[19]
- Inde : Devaki V. Prasad remporte le championnat[20].
- Iran : Hadi Momeni remporte le championnat[21].

- Pays-Bas : Jeroen Piket remporte le championnat [22]. Chez les femmes, c’est Anne Marie Benschop qui s’impose.
- Pologne : Aleksander Sznapik remporte le championnat[23].
- Royaume-Uni : Julian Hodgson remporte le championnat[24].

- Suisse : Jean Luc Costa remporte le championnat [25]. Chez les dames, c’est Claude Baumann qui s’impose[26].
- RSS d'Ukraine : Vitali Golod remporte le championnat[27],[28], dans le cadre de l’U.R.S.S.. Chez les femmes, Maria Nepeina s’impose[29].
- République fédérative socialiste de Yougoslavie : Branko Damljanović remporte le championnat[30],[31]. Chez les femmes, Mirjana Marić et Suzana Maksimović s’imposent.

## Divers
- Classement Elo au 1er janvier

| 1er | Garry Kasparov      | 2 800 |
| 2e  | Anatoli Karpov      | 2 725 |
| 3e  | Boris Gelfand       | 2 700 |
| 4e  | Vasily Ivanchuk     | 2 695 |
| 5e  | Ievgueni Bareïev    | 2 650 |
| 6e  | Mikhail Gourevitch  | 2 650 |
| 7e  | Jaan Ehlvest        | 2 650 |
| 8e  | Leonid Youdassine   | 2 645 |
| 9e  | Valery Salov        | 2 645 |
| 10e | Alexander Beliavsky | 2 640 |

Chez les féminines
| 1er | Judit Polgar         | 2 540 |
| 2e  | Susan Polgar         | 2 510 |
| 3e  | Maia Tchibourdanidzé | 2 485 |

## Naissances
- 31 janvier : Ju Wenjun
- 13 mars : Lê Quang Liêm
- 12 novembre : María Florencia Fernández

## Nécrologie
En 1991 : Alexander Aird Thomson (en), George Kuprejanov (en), Lidija Timofejeva (en), Jolanta Dahlin (en), Lennart Ljungqvist (en), Vladlen Zurakhov (en), Eldis Cobo Arteaga (en), Mladen Šubarić (en)
- 11 janvier : Ladislav Alster (en)
- 17 janvier : Paul Mross (en)
- 3 juin : Osmo Kaila, Sergiu Samarian (en)
- 1er août : Kārlis Klāsups (en)
- 2 octobre : Norman Macleod (en)
- 3 octobre : Gia Nadareichvili
- 15 novembre : Oleg Dementiev (en)
- 23 décembre : James Allan Anderson (en)
- 29 décembre : Brian Reilly (en)